# Pelargonium barklyi
Pelargonium barklyi gehört zur Gattung Pelargonium innerhalb der Familie der Storchschnabelgewächse (Geraniaceae).

## Beschreibung

### Vegetative Merkmale
Die Art wächst mit einer unterirdischen Knolle ohne abschälende Schale oder Periderm als Geophyt und wird zur Blütezeit bis 50 Zentimeter hoch. Die einfachen
Blätter sind locker an den einjährigen Trieben angeordnet. Die kreisrunde Spreite ist herzförmig eingeschnitten und der Blattrand ist gezähnt ausgebildet. Die Blattoberseite ist deutlich behaart und mit tief rinnigen Adern besetzt. Die Blattunterseite ist tiefpurpurn gefärbt.

### Generative Merkmale

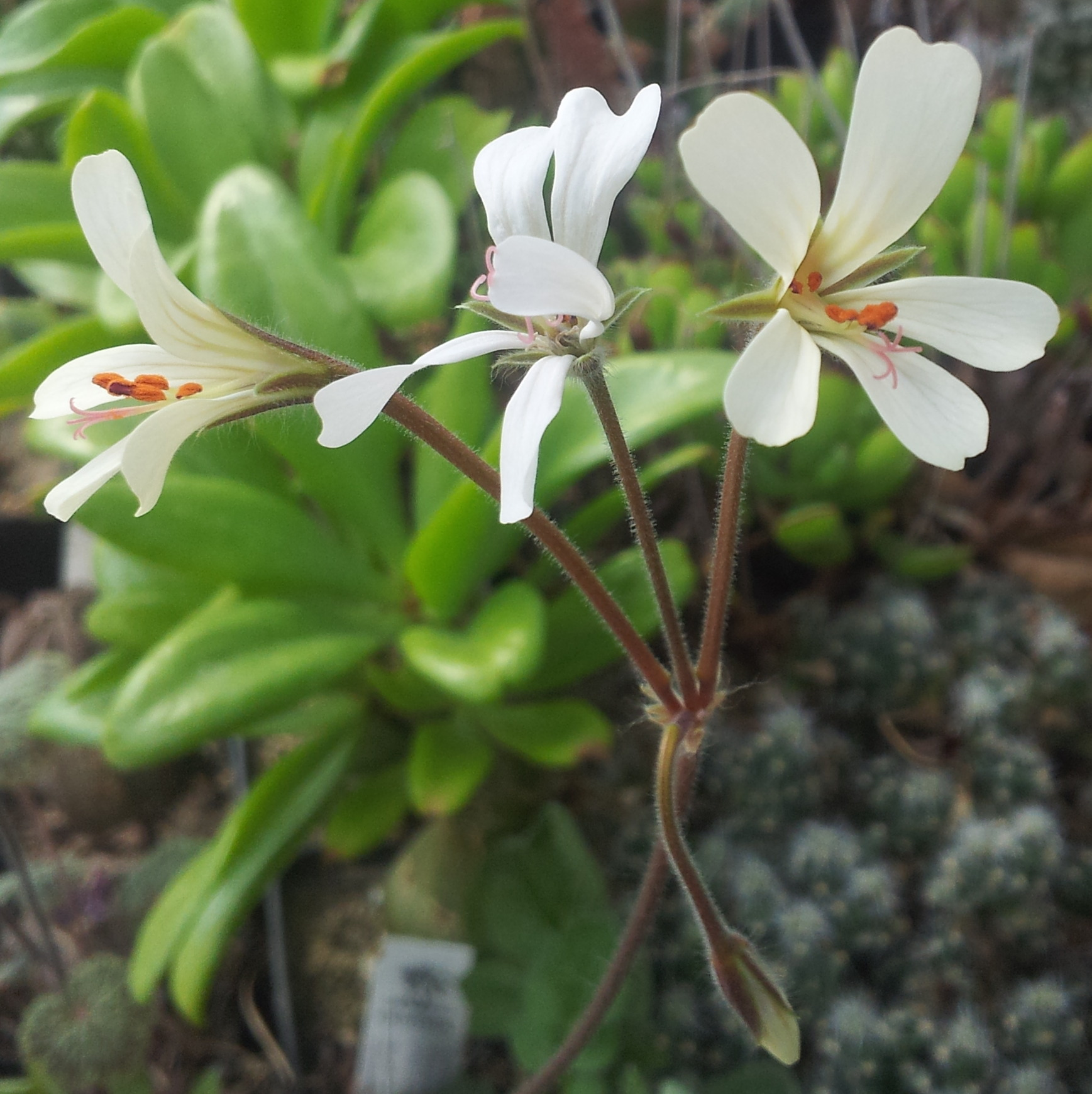
Blütenstand von Pelargonium barklyi

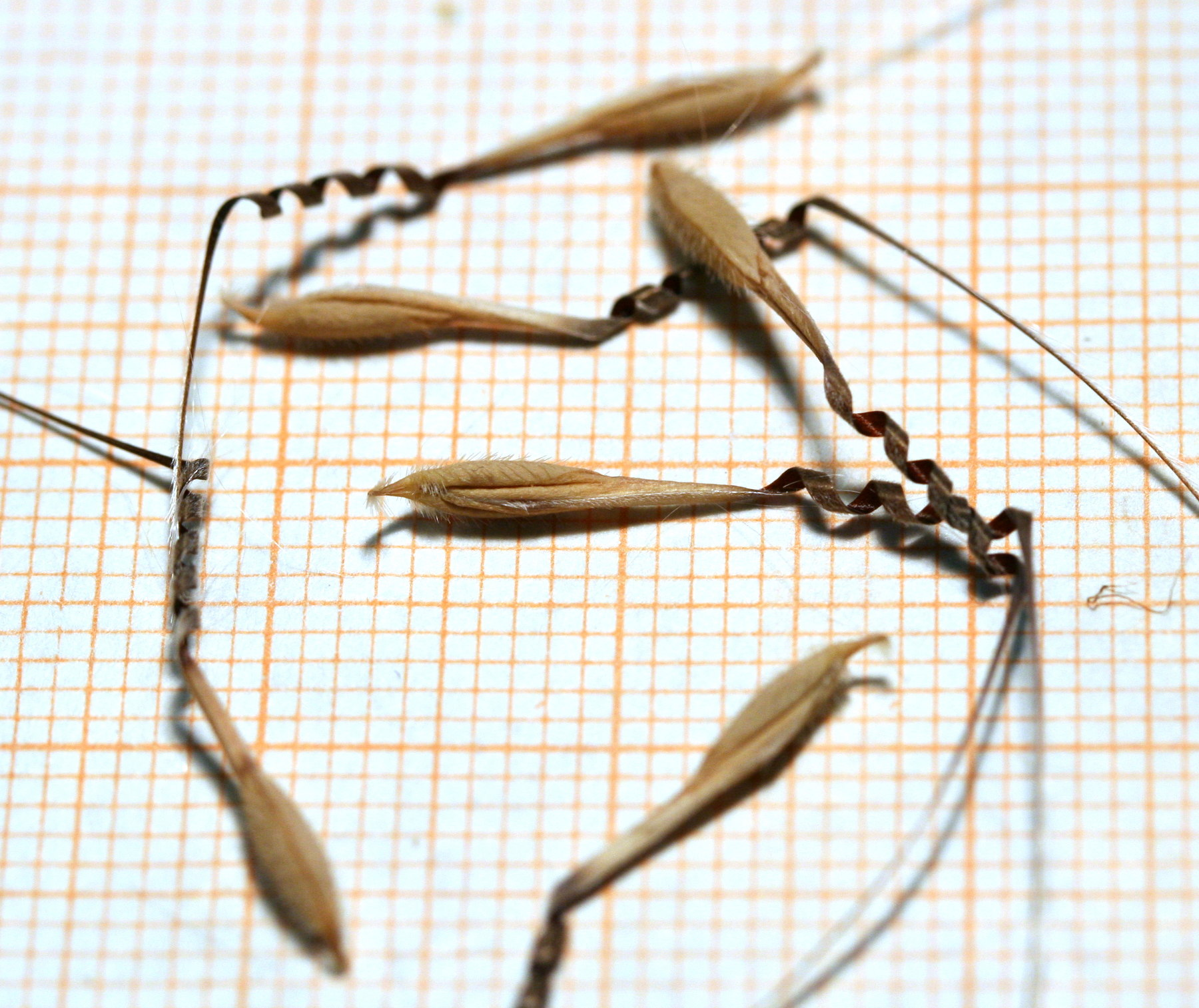
Samen von Pelargonium barklyi

Der unverzweigte Blütenstand trägt 2 bis 5 Einzelblüten. Die Kelchblätter sind schmal dreieckig oder linealisch geformt. Die fünf cremefarbenen Kronblätter sind an ihrer Basis schwach rosa getönt und haben keine Markierungen. Die oberen zwei sind oberhalb ihrer Mitte plötzlich um 90° zurückgebogen, die unteren drei sind kürzer als die oberen und nur leicht zurückgebogen. Es sind sieben fertile Staubblätter vorhanden. Der Pollen ist orange gefärbt.

### Chromosomenzahl
Die Chromosomenzahl beträgt 2n = 18.

## Vorkommen
Pelargonium barklyi kommt aus der südafrikanischen Provinz Nordkap.

## Taxonomie
Die Erstbeschreibung der Art erfolgte 1891 durch George Francis Scott-Elliot.
Laut Untersuchungen durch F. Albers gehört die Art zur Sektion Ciconium (Sweet) Harv. Zum Zeitpunkt der Erstbeschreibung wurde die Art in die Sektion Polyactium DC. gestellt, danach 1912 durch Knuth in die Sektion Hoarea (Sweet) DC. eingeordnet und im Jahr 1988 durch Walt & Vorster der Sektion Ligularia (Sweet) Harv. zugeschlagen. Sie wird in der Roten Liste der gefährdeten Pflanzenarten Südafrikas als „Least Concern“ = „nicht gefährdet“ bewertet.

## Nachweise